# قصر ابن هبيرة
قصر ابن هبيرة:
بني قرب جسر صورا زمن يزيد بن عمر بن هبيرة الفزاري والي العراق في عهد مروان بن محمد آخر خلفاء الدولة الأموية.واصبحت حول القصر مدينة حملت نفس الأسم وتقع على طريق الحاج، يمر بها ركب الحاج القادم من بغداد إلى الكوفة.

## ابن هبيرة
هو يزيد بن عمر بن هبيرة بن معية بن سكين بن خديج بن بغيض بن مالك بن سعد بن عدي بن فزارة بن ذبيان بن بغيض بن ريث بن غطفان، كان لما ولي العراق من قبل مروان بن محمد بن مروان، بنى على نهر الفرات قرب الكوفة مدينة، فنزلها، ولم يستتمها، حتى كتب إليه مروان بن محمد يأمره بالاجتناب عن مجاورة أهل الكوفة، فتركها، وبنى قصره المعروف به، بالقرب من جسر صورا.

## القصر زمن السفاح
لما ملك السفاح نزل قصر ابن هبيرة، واستتم تسقيف مقاصير فيه وزاد في بنائه وسماه الهاشمية، وكان الناس لا يقولون إلا قصر ابن هبيرة على العادة الأولى فقال: ما أرى ذكر ابن هبيرة يسقط عنه فرفضه، وبنى حياله مدينة.

## القصر زمن المنصور
الخليفة العباسي المنصور نزل الهاشمية أيضاً، واستتم بناء كان قد بقي فيها وزاد فيها أشياء وجعلها على ما أراد ثم تحول منها إلى بغداد، فبنى مدينة وسماها مدينة السلام، وبقي اسم قصر ابن هبيرة هو الأشهر.

## أخبار عن القصر
قال هلال بن المحسن في كتاب بغداد وذكر خرابها: وأما قصر ابن هبيرة فإني أذكر فيه عدة حمامات، وكثيرا من الناس منهم: قضاة وشهود وعمال وكتاب وأعوان وتناء وتجار، وكنت أحدث بذلك شرف الدولة بن علي في سنة 514 ه‍، على ضمان النصف من سوق الغزل بها، وضمنته بسبعمائة دينار في كل سنة، وضمن الناظر في الحساميات من جهة الغرب النصف الآخر بألف دينار، لأن يده كانت بسطى، وما بقي في هذا الموضع اليوم أكثر من خمسين نفساً من رجال ونساء، في بيوت شعثة على حال رثة.

## المحدثون من القصر
قال ابن طاهر : حدث من هذا القصر:
- علي بن محمد بن علي بن الحسن المكنى أبا الحسن، وهو أخو أحمد بن محمد، روى عن عبد الله بن إبراهيم الأزدي وغيره.
- روى عنه ابن أخيه أبو عبد الله أحمد بن أحمد بن محمد.
- وعبد الله بن إبراهيم بن محمد بن الحسن الأزدي القصري الضرير، حدث عن الحسن الحلواني.
- وأحمد الدورقي، روى عنه أبو أحمد بن عدي، وأبو بكر الإسماعيلي وغيرهما.
- وعبد الكريم بن علي بن أحمد بن علي بن الحسين بن عبد الله أبو عبيد الله التميمي المعروف بابن السيني القصري، روى عن محمد بن عمر بن زنبور.
- وأبي محمد الأكفاني روى عنه أبو بكر الخطيب ووثقه، توفي سنة 954 ه‍.
- وأبو بكر محمد بن جعفر بن رميس القصري.
- ومحمد بن طوس القصري، الذي ينسب إليه تعليق الكتاب عن أبي علي الفارسي قاله أبو منصور المقدر الأصبهاني في كتاب له صنفه في ثلب أبي الحسن الأشعري.[1]

## أحداث حول القصر
كانت هناك احداث تاريخية قد سجلها المؤرخون قد حصلت في هذه المدينة التي عرفت باسم قصر ابن هبيرة، فمنها ما جرى سنة تسع وتسعين ومائة عندما شاع خبر مقتل عبدوس بن محمد أبي خالد في قصر ابن هبيرة على يد أبي السرايا الذي نزل القصر هو واصحابه وكانت طلائعه تأتي كوثى ونهر الملك .
وكذلك في سنة اثنتين ومائتين عندما بويع إبراهيم بن المهدي وتم خلع المأمون غضباً عليه لكونه أراد إخراج الخلافة من بني العباس وتركه لباس آبائه من السواد. فلما فرغ إبراهيم من البيعة وعد الجند رزق ستة أشهر، وسار إلى السواد وانتهبوا ما فيها، واستولى على الكوفة، وكان بقصر ابن هبيرة حميد بن عبد الحميد عاملاً للحسن بن سهل، وعددا من القادة الذين انحرفوا من حميد نحو إبراهيم بن المهدي الذي ارسل إليهم عيسى بن محمد بن أبي خالد فتوجه اليهم فنهبوا عسكر حميد وتسلم عيسى قصر ابن هبيرة.
وللقرامطة نصيب في أحداث قصر ابن هبيرة، حيث وصلت خيلهم اليها وعلى رأسهم أبي طاهر القرمطي فدخل قصر ابن هبيرة فنهب وقتل.

## طريق الحج
كانت العمارة قد اقيمت حول القصر واتسعت فاصبحت مدينة واسعة، وكان قد أسسها يزيد بن عمر بن هبيرة الفزاري سنة (132ه‍) فسميت مدينة قصر ابن هبيرة، وهي مدينة عامرة جليلة ينزلها العمال والولاة، وأهلها أخلاط من الناس، وهي على نهر يأخذ مياهه من الفرات يقال له: نهر الصراة، وبين قصر ابن هبيرة، ومعظم الفرات مقدار ميلين إلى جسر على معظم الفرات يقال له: جسر سورا. وبعد قصر ابن هبيرة هناك موضع يقال له سوق أسد ومنه إلى الكوفة. وكانت من المدن الواقعة على طريق الحج من بغداد إلى الكوفة. وان قصر ابن هبيرة كان قد شيد على الصراة الصغرى.